# Synagoga Bajs Nusn w Nowym Sączu
Synagoga Bajs Nusn w Nowym Sączu (z jid. Dom Natana) – synagoga znajdująca się w Nowym Sączu, przy ulicy Jagiellońskiej 12. Jest obecnie jedną z dwóch czynnych synagog w mieście.

## Historia
Synagoga została zbudowana na przełomie XIX i XX wieku przez Natana Kriszera, członka grupy chasydzkiej z Nowego Sącza. Podczas II wojny światowej hitlerowcy zdewastowali synagogę, następnie urządzili w niej magazyn. Zniszczeniu uległy wówczas cenne malowidła naścienne.
Po zakończeniu wojny synagoga została wyremontowana i z powrotem dostosowana do funkcji kultowych. Po wydarzeniach z marca 1968 roku synagoga została zamknięta, ze względu na wyjazd większości Żydów z miasta. Od tego czasu znajdował się w niej magazyn.
W latach 1992–1993 z inicjatywy Jakuba Müllera przeprowadzono rozległy remont, dzięki któremu synagoga ponownie może pełnić funkcje kultowe. Do dziś nie zachowały się malowidła naścienne oraz oryginalny sprzęt liturgiczny.
Synagoga jest obecnie jedyną w Polsce prywatną bożnicą chasydzką, w której nabożeństwa odbywają się okazjonalnie, podczas przyjazdów grup chasydzkich dynastii Sanc. Właściciel synagogi chce przyłączyć ją do Gminy Wyznaniowej Żydowskiej w Krakowie, która zapewni synagodze przetrwanie.

## Architektura
Wewnątrz synagogi, przy wschodniej ścianie znajduje się skromny, drewniany Aron ha-kodesz, którego drzwi zasłania aksamitny, zielony parochet. Na tkaninie widnieją m.in. tablice Dekalogu, korona Tory oraz hebrajskie inskrypcje. Wewnątrz szafy wyłożonej ceramicznymi płytkami, znajdują się książki liturgiczne oraz zabytkowe zwoje Tory, nakryte czarną sukienką  z wyhaftowaną złotą gwiazdą Dawida. Obok Aron ha-kodesz stoi pulpit kantora, na środku sali skromna bima, a przy ścianach stoły i krzesła. Na framudze drzwi znajduje się złota mezuza. Kolorystyka ścian sali głównej utrzymana jest w tonacji szarej.
Nad wejściem do synagogi znajduje się hebrajski napis: בית הכנסת סאנ, który można przetłumaczyć: Synagoga w Sączu.

## Galeria

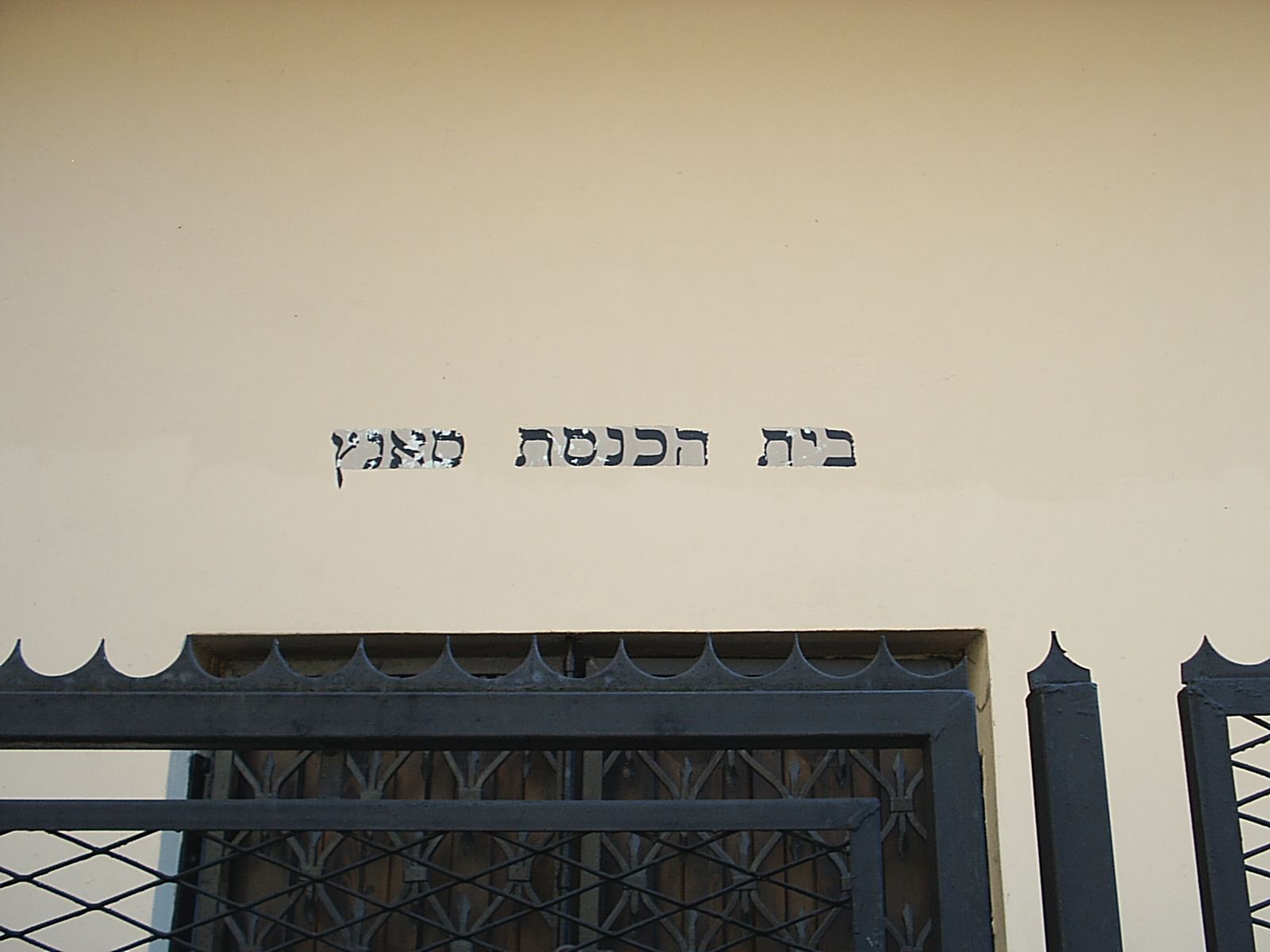
Napis nad wejściem
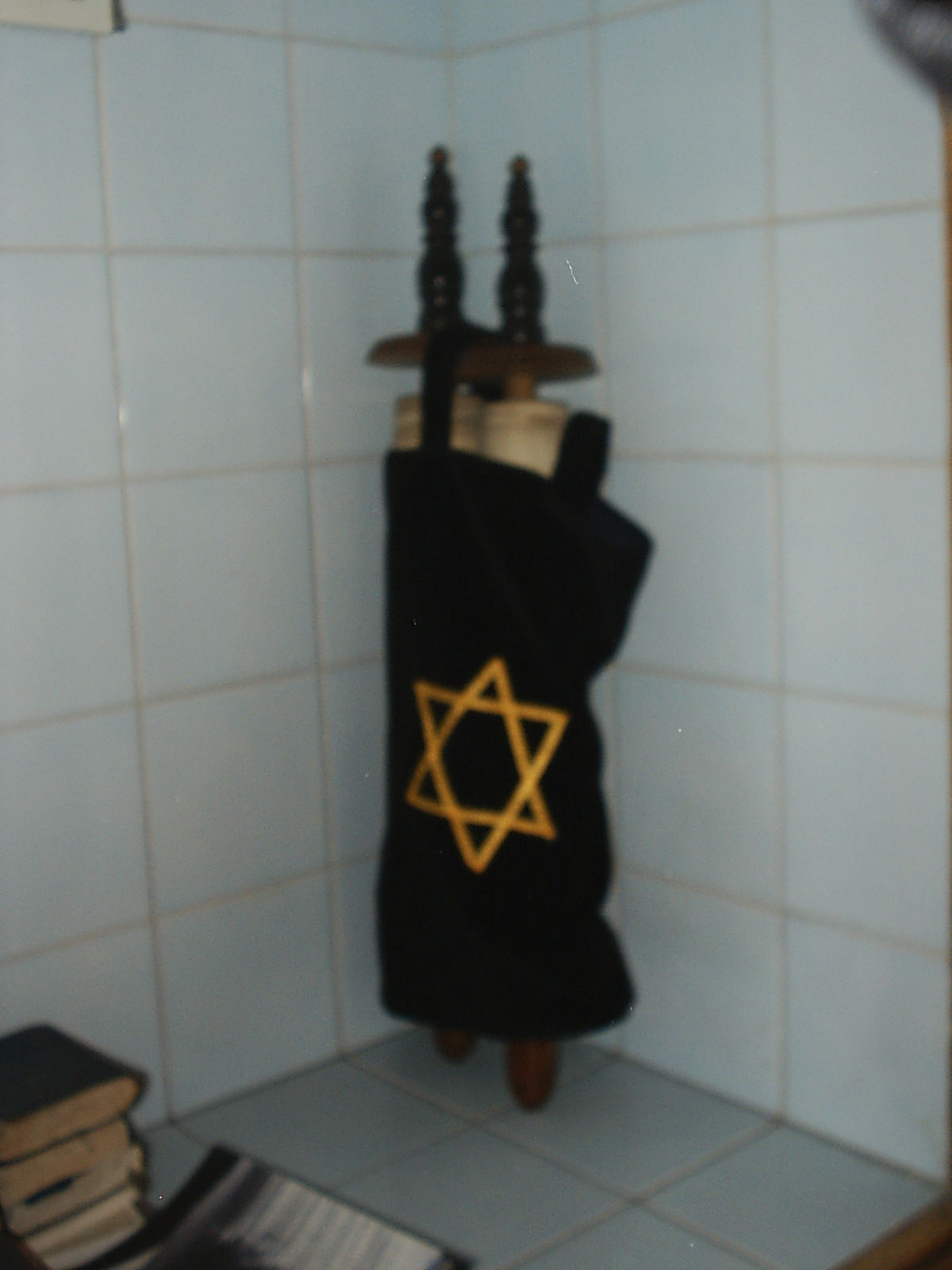
Tora wewnątrz Aron ha-kodesz
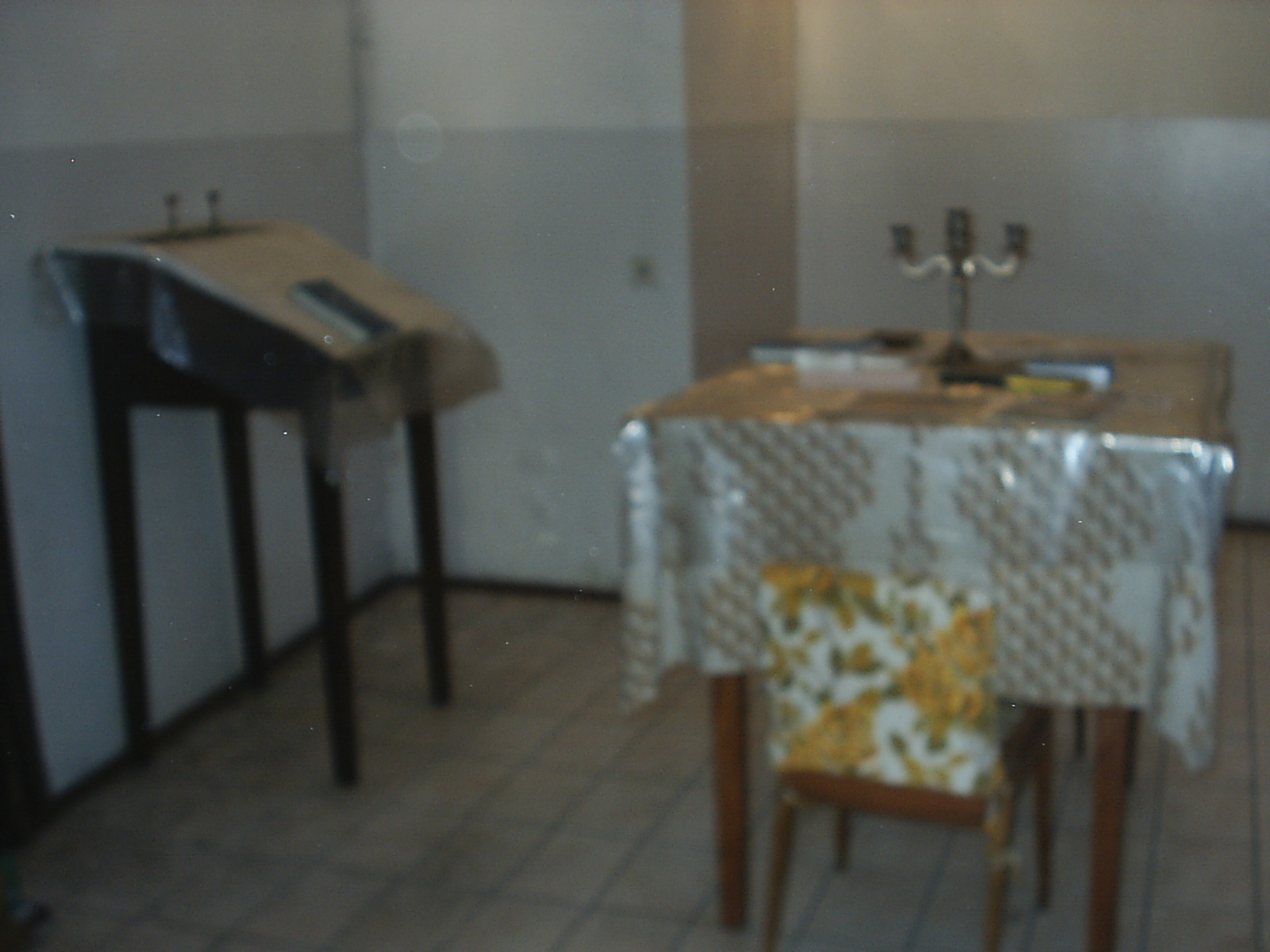
Wnętrze synagogi
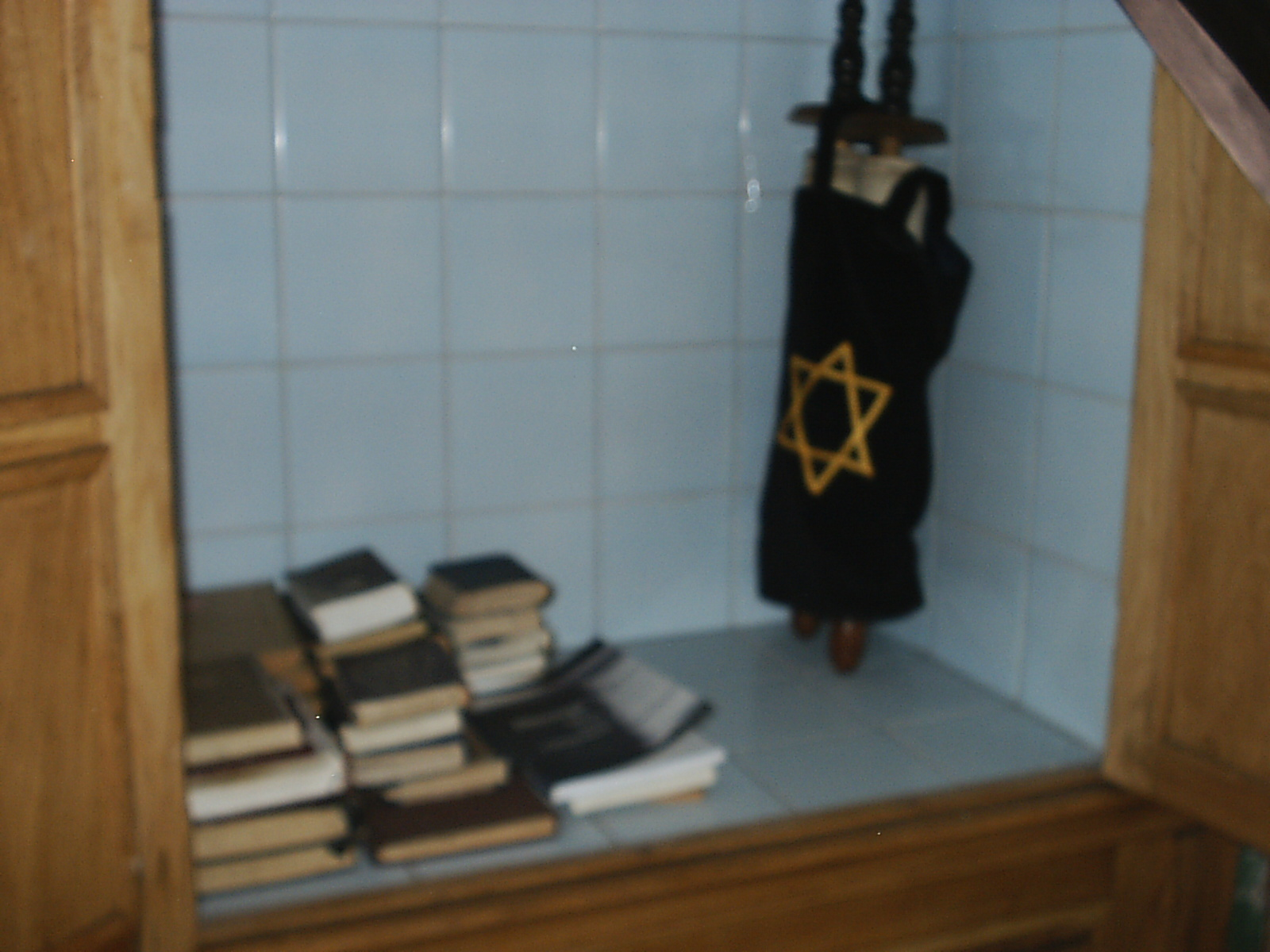
Wnętrze Aron ha-kodesz
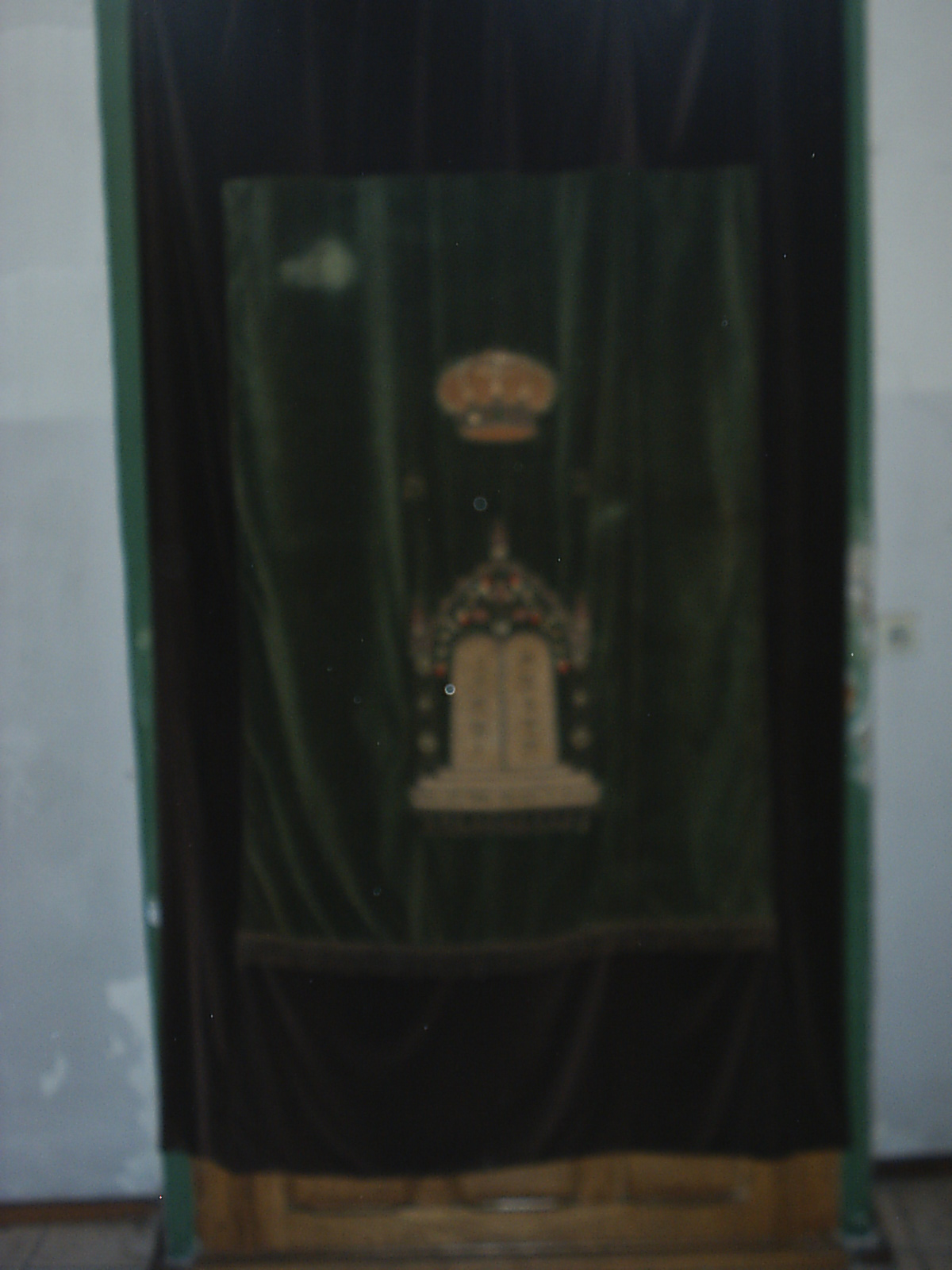
Parochet
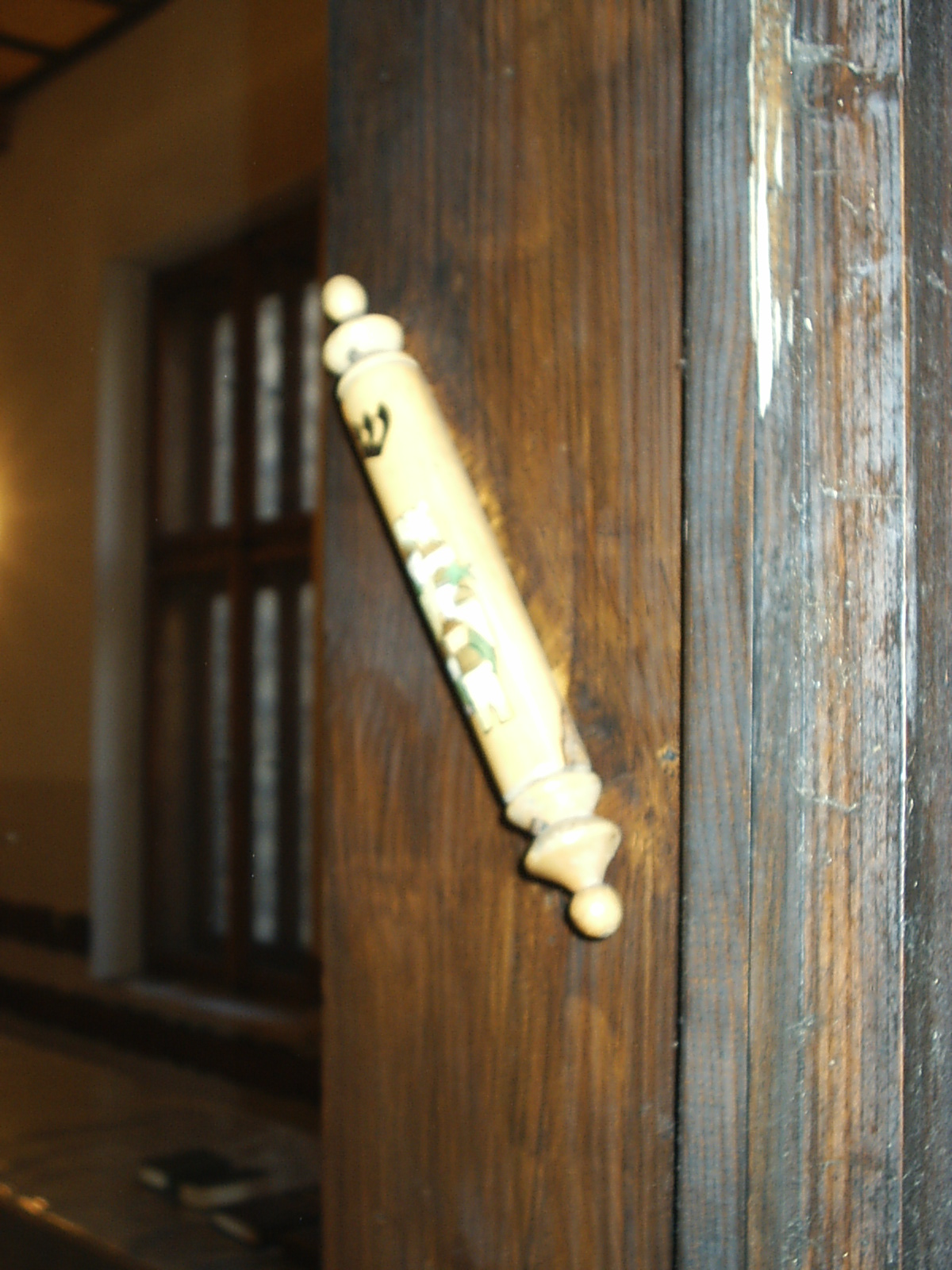
Mezuza
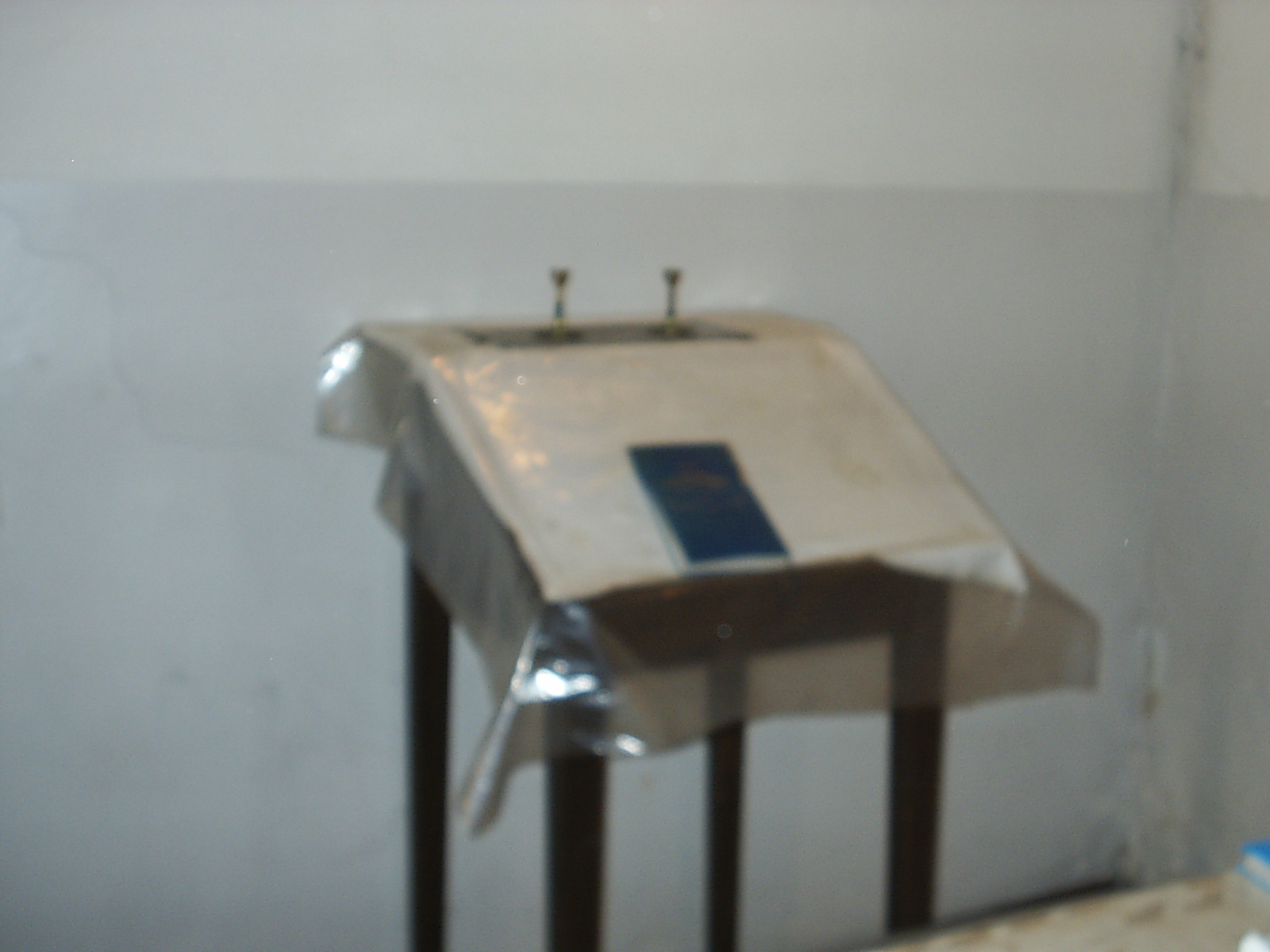
Pulpit kantora
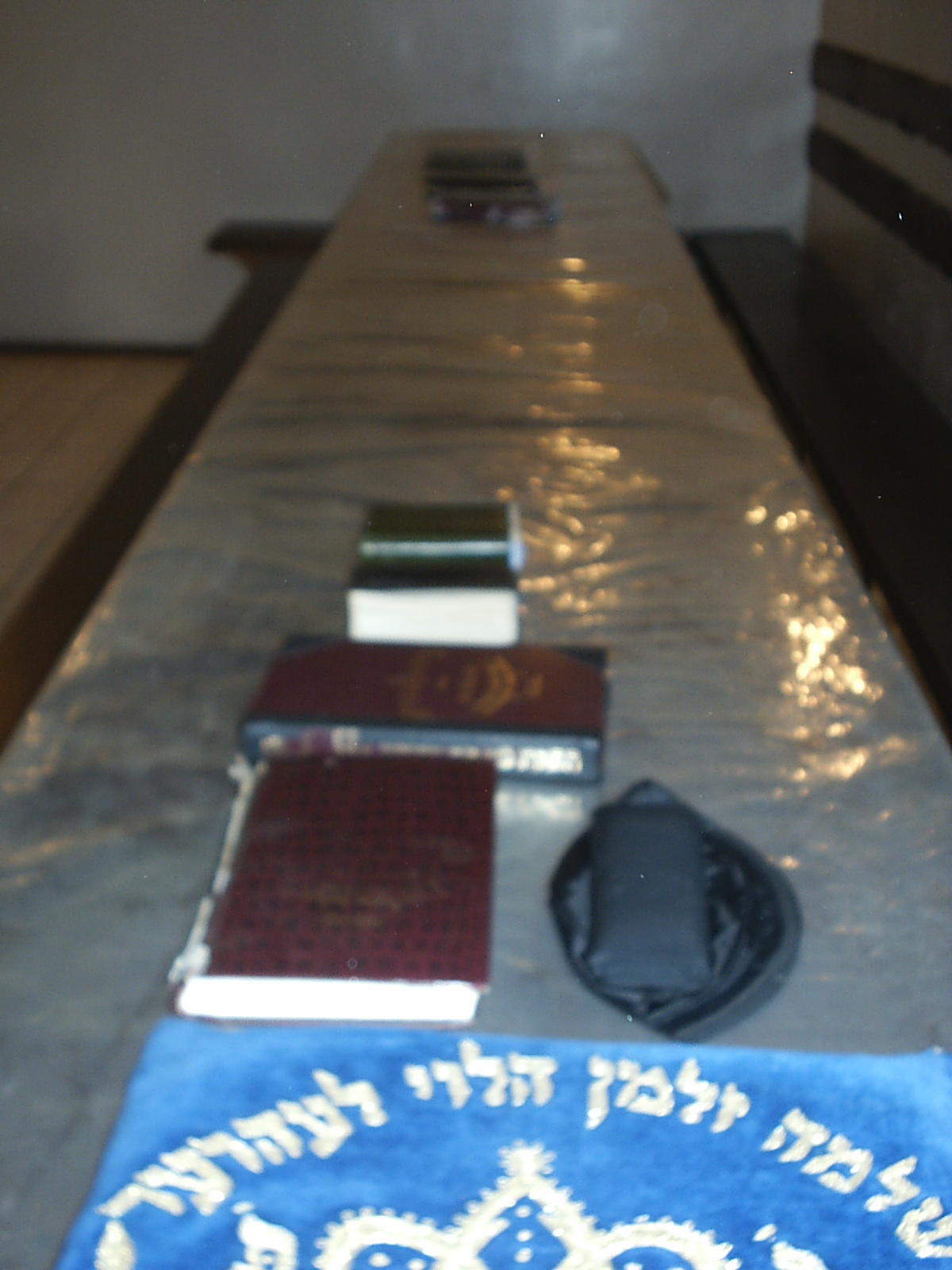
Stół